# Fotios II.
Fotios II. (světským jménem: Dimitrios Maniatis; 16. listopadu 1874, Büyükada – 29. prosince 1935, Istanbul) byl řecký pravoslavný duchovní, biskup a patriarcha konstantinopolský.

## Život
Narodil se 16. listopadu 1874 na ostrově Büyükada.
Po dokončení základní školy studoval na střední škole ve Filippopolisu (Plovdiv). Následně studoval teologii na Athénské univerzitě a filosofii na Mnichovské univerzitě. Hovořil řecky, turecky, francouzsky, německy a bulharsky.
Roku 1902 byl rukopoložen na diákona a sloužil ve filippopolské metropolii, která existovala souběžně s plovdivskou metropolií bulharského exarchátu, který byl ve schizmatu s Konstantinopolským patriarchátem. Byl rukopoložen na jereje a dosáhl hodnost protosynkela.
Roku 1906 byli v důsledku konfliktu všichni řečtí obyvatelé vypovězeni z Bulharska a Fotios byl jmenován exarchou filippopolským.
Roku 1915 byl zvolen a vysvěcen na biskupa irinoupoliského a vikáře konstantinopolského archiepiskopie.
Dne 7. října 1929 byl zvolen patriarchou konstantinopolským.
Během jeho patriarchátu se vztahy mezi Řeckem a Tureckem zlepšily díky politickým akcím Eleftheria Venizelose a Mustafy Kemala Atatürka. Roku 1931 Řecký premiér Venizelos uskutečnil oficiální návštěvu Istanbulu, během níž se setkal s patriarchou. Jednalo se o první návštěvu hlavy řecké vlády ve Fanaru.
Dne 17. února 1931 přijal bývalou západoevropskou metropoli v čele s metropolitou Jevlogijem (Georgijevským) do své jurisdikce.
Zemřel 29. prosince 1935 v Istanbulu.